# Byeon Yeon-ha
Byeon Yeon-ha (변연하?; Pusan, 7 marzo 1980) è un'ex cestista sudcoreana.

## Carriera
Con la Corea del Sud ha disputato due Olimpiadi (2004, 2008) e tre Campionati del mondo (2002, 2006, 2010).